# Lego Star Wars: Rebuild the Galaxy
LEGO Star Wars: Rebuild the Galaxy es una próxima miniserie LEGO Star Wars de cuatro partes que se estrenará el 13 de septiembre de 2024 en Disney+ y está dirigida por Chris Buckley. La serie sigue a Sig Greebling, quien accidentalmente activa una poderosa reliquia Jedi que reescribe la realidad, obligándolo a restaurar las cosas a la normalidad.

## Sinopsis
Después de encontrar una antigua reliquia que puede reescribir la realidad a voluntad, un niño llamado Sig Greebling busca la solución a los cambios con la ayuda de un esquivo Jedi olvidado hace mucho tiempo.

## Reparto
- Gaten Matarazzo como Sig Greebling
- Tony Revolori como Dev Greebling
- Bobby Moynihan como Jedi Bob
- Marsai Martín como Yesi Scala
- Aaron Harris como Servo
- Ahmed Best como Darth Jar Jar
- Mark Hamill como Luke Skywalker
- Naomi Ackie como Jannah
- Anthony Daniels como C-3PO
- Kelly Marie Tran como Rose Tico
- Billy Dee Williams como Lando Calrissian

## Producción

### Casting
El 6 de mayo de 2024, junto con el lanzamiento del avance de la serie, se anunció que Ahmed Best y Mark Hamill retomarían sus papeles como Jar Jar Binks y Luke Skywalker, mientras que Gaten Matarazzo le da voz a Sig Greebling y Bobby Moynihan le da voz al Jedi Bob.

## Marketing
Se lanzó un avance en YouTube el 6 de mayo de 2024. Se prevé el lanzamiento de varios sets LEGO relacionados en agosto de 2024.

## Lanzamiento
La miniserie se lanzó en Disney+ el 13 de septiembre de 2024.